# ジャン・バティスト・ボワデュヴァル

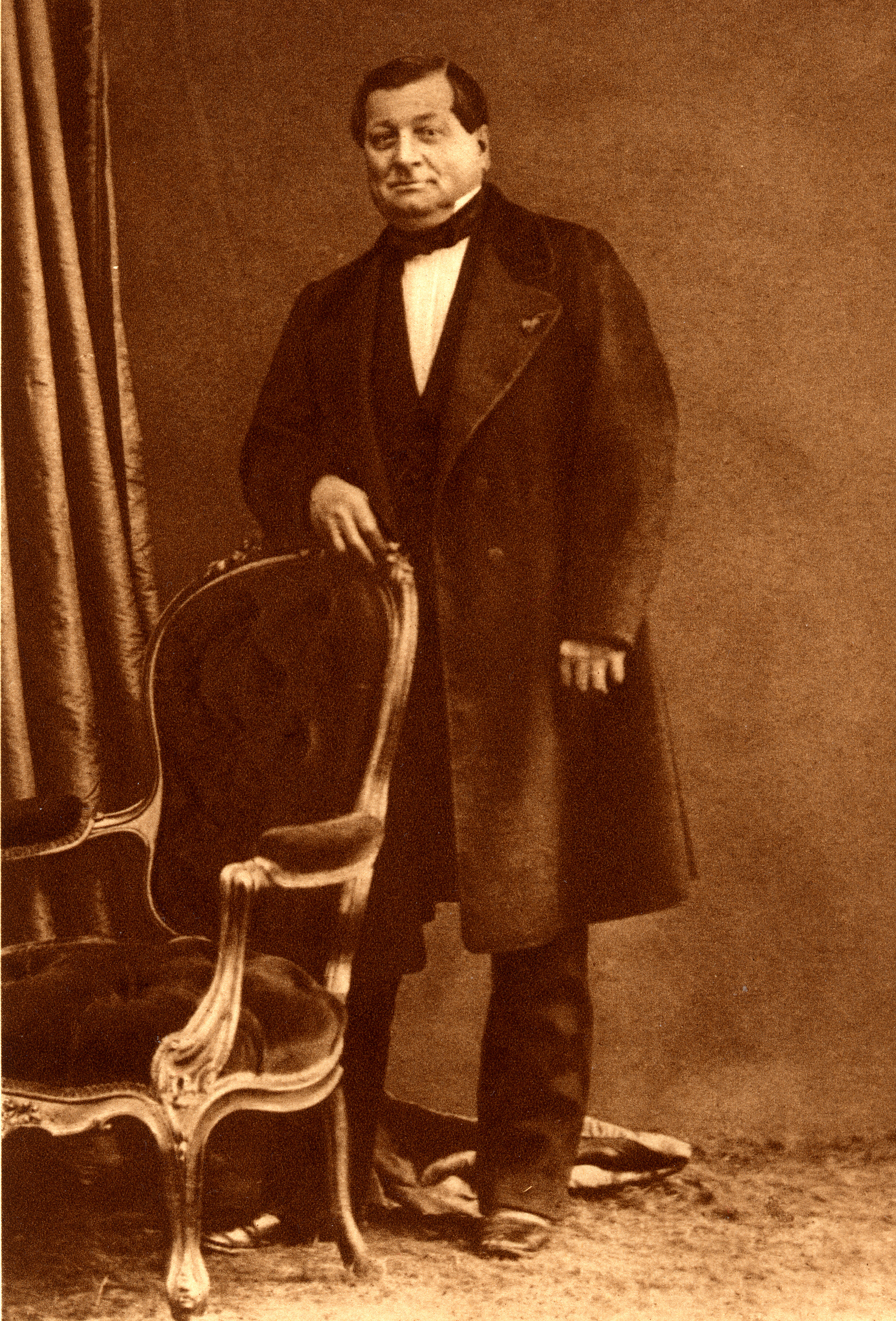
ジャン・バティスト・ボワデュヴァル

ジャン・バティスト・ボワデュヴァル（Jean Baptiste Alphonse Dechauffour de Boisduval、1799年6月17日 – 1879年12月30日）は、フランスの医師、昆虫学者、植物学者である。

## 生涯
バス＝ノルマンディーのティシュヴィルで、代々医師を務める家系に生まれた。ヴィムティエで医学を学んだ。多くの蝶類の記載を行い、フランス昆虫学会の創設者の1人である。研究の所期には甲虫類の研究を行い、ラコルデール（Lacordaire）とラトレイユ（Latreille）と働いた。パリのPierre François Marie Auguste Dejeanコレクションの学芸員を務め、フランスの探検航海を行ったアストロラブ号やコキーユ号が集めた甲虫や蝶類の新種の昆虫の記載を行った。
1827年から1828年に"Manuel complet de botanique" (3巻、発行元 Nicolas Roret）を出版し、1829年に 『欧州の鱗翅目の一覧』（"Europaeorum lepidopterorum index methodicus" ）を出版した。1829年に『ヨーロッパの甲虫誌』（ "l’Iconographie et histoire naturelle des coléoptères d'Europe"）の出版を行った。Jules Pierre Rambur (1801-1870)やAdolphe de Graslin (1802-1882)らの昆虫学者とともに、ヨーロッパ昆虫の自然誌と図譜 "Collection iconographique et historique des chenilles, ou Description et figures des chenilles d'Europe"を出版した。
ボワデュヴァルの収集した標本類はボワデュヴァルの没後、ロンドン自然史博物館やブリュッセル自然史博物館などに保存されている。